# Олсуфьев, Николай Григорьевич
Николай Григорьевич Олсуфьев (9 февраля 1905, Марковичи, Волынская губерния, Российская империя — 18 сентября 1988, Москва, СССР) — советский энтомолог (диптеролог), паразитолог и эпидемиолог.

## Биография
Родился 9 февраля 1905 года в Марковичах. Спустя некоторое время переехал в Петроград, где в 1925 году поступил уже в Ленинградский Институт прикладной зоологии и фитопатологии, который он окончил в 1930 году. С 1930 по 1933 год работал во ВНИИ защиты растений. В 1933 году переехал в Москву и в 1934 году устроился на работу в ВИЭМ. В 1941 году был избран профессором ВИЭМа и проработал вплоть до 1946 года. С 1946 года до момента смерти заведовал лабораторией туляремии Института эпидемиологии и микробиологии АМН СССР. Скончался 18 сентября 1988 года в Москве.

## Научные работы
Основные научные работы посвящены энтомофауне и паразитологии. Являлся одним из организаторов изучения туляремийной инфекции в СССР, также являлся крупнейшим в СССР специалистом по изучению слепней. Автор свыше 300 научных работ, 6 монографий и сборников.
- Описал два новых рода и около 40 видов слепней.
- Разработал теоретические основы и предложил комплекс профилактических мероприятий, в результате внедрения которых в СССР была окончательно ликвидирована туляремия.

## Членство в обществах
- 1957—1988 — Член-корреспондент АМН СССР.